# Fougueyrolles
Fougueyrolles település Franciaországban, Dordogne megyében. Lakosainak száma 454 fő (2022. január 1.). Fougueyrolles Saint-Méard-de-Gurçon, Nastringues, Saint-Antoine-de-Breuilh és Port-Sainte-Foy-et-Ponchapt községekkel határos.

## Népesség
A település népességének változása:
| Lakosok száma | 477  | 375  | 383  | 461  | 484  | 495  | 479  | 447  | 447  | 454  |
|               | 1968 | 1982 | 1990 | 2006 | 2013 | 2015 | 2017 | 2019 | 2020 | 2022 |